# József Gál
József Gál (ur. 20 kwietnia 1918 w Ceglédzie, zm. 2 lutego 2003 tamże) – węgierski zapaśnik walczący w obu stylach. Olimpijczyk z Helsinek 1952, gdzie odpadł w eliminacjach w kategorii do 67 kg, w stylu wolnym.
Mistrz świata w 1950 roku.
Mistrz Węgier w 1941, 1942, 1943, 1948, 1949 i 1954, w stylu klasycznym.